# Bosc Nacional Ashley
El Bosc Nacional Ashley (Ashley National Forest) és un bosc nacional gestionat pel Servei Forestal dels Estats Units situat al nord-est de Utah i al sud-oest de Wyoming a l'oest dels Estats Units. El bosc gestiona l'àrea salvatge High Uintas i l'Àrea Recreativa Nacional de la Gorja Flamejant (Flaming Gorge National Recreation Area) que va rebre el seu nom dels seus espectaculars penya-segats de gres vermell. El pic Kings (4123 metres) és el punt més alt de Utah i és localitzat al Uinta, dins de l'àrea salvatge.